# Гришковецька сільська рада
Гришкове́цька сільська́ ра́да — адміністративно-територіальна одиниця та орган місцевого самоврядування в Деражнянському районі Хмельницької області. Адміністративний центр — село Гришки.

## Загальні відомості
Гришковецька сільська рада утворена в травні 1992 року.
- Територія ради: 22,224 км²
- Населення ради: 423 особи (станом на 2001 рік)

## Населені пункти
Сільській раді були підпорядковані населені пункти:
- с. Гришки
- с. Згар

## Склад ради
Рада складалася з 15 депутатів та голови.
- Голова ради:
- Секретар ради: Терехівська Олена Вікторівна

### Керівний склад попередніх скликань
| Прізвище, ім'я, по батькові    | Основні відомості                                                                     | Дата обрання | Дата звільнення |
| ------------------------------ | ------------------------------------------------------------------------------------- | ------------ | --------------- |
| Пасєка Віктор Іванович         | Сільський голова, 1959 року народження, член Всеукраїнського об'єднання «Батьківщина» | 26.03.2006   | 31.10.2010      |
| Романський Анатолій Григорович | Сільський голова, 1957 року народження, освіта середня спеціальна, безпартійний       | 31.10.2010   | 27.03.2014      |

Примітка: таблиця складена за даними сайту Верховної Ради України

### Депутати
За результатами місцевих виборів 2010 року депутатами ради стали:

#### За суб'єктами висування
| Суб'єкт висування | Кількість обраних депутатів | %    |
| ----------------- | --------------------------- | ---- |
| Партія регіонів   | 7                           | 46,7 |
| Самовисування     | 6                           | 40   |
| Єдиний Центр      | 1                           | 6,7  |
| Народна партія    | 1                           | 6,7  |

#### За округами
| № округу        | Прізвище, ім'я, по батькові   | Дата визнання обраним | Освіта  | Партійна приналежність | Відомості про обраного депутата                          |
| --------------- | ----------------------------- | --------------------- | ------- | ---------------------- | -------------------------------------------------------- |
| Єдиний Центр    |                               |                       |         |                        |                                                          |
| 10              | Савчук Лариса Володимирівна   | 04.11.2010            | середня | член Єдиного Центру    | Фельдшерський пункт с. Гришки, завідувачка               |
| Народна Партія  |                               |                       |         |                        |                                                          |
| 12              | Терехівський Сергій Іванович  | 04.11.2010            | середня | позапартійний          | тимчасово не працює                                      |
| Партія регіонів |                               |                       |         |                        |                                                          |
| 1               | Потапенко Ольга Петрівна      | 04.11.2010            | середня | позапартійна           | Гришковецький сільський клуб, завідувачка                |
| 3               | Головіна Наталія Іванівна     | 04.11.2010            | вища    | позапартійна           | тимчасово не працює                                      |
| 4               | Мирончак Дмитро Васильович    | 04.11.2010            | середня | позапартійний          | ст. Богданіці, складач поїздів                           |
| 5               | Ковальський Сергій Михайлович | 04.11.2010            | середня | позапартійний          | приватний підприємець                                    |
| 13              | Адамишена Людмила Василівна   | 04.11.2010            | середня | позапартійна           | пенсіонер                                                |
| 14              | Радзієвський Петро Андрійович | 04.11.2010            | середня | позапартійний          | пенсіонер                                                |
| 15              | Мельник Жанна Анатоліївна     | 04.11.2010            | середня | позапартійна           | ЗАТ «Деражнянський молочний завод», заготівельник молока |
| Самовисування   |                               |                       |         |                        |                                                          |
| 2               | Недохнюк Володимир Якович     | 26.12.2010            | середня | позапартійний          | пенсіонер                                                |
| 6               | Терехівська Олена Вікторівна  | 26.12.2010            | середня | позапартійна           | тимчасово не працює                                      |
| 7               | Дацюк Анатолій Володимирович  | 04.11.2010            | середня | позапартійний          | ТОВ «Агро-Майдан», комбайнер                             |
| 8               | Томащук Лілія Василівна       | 04.11.2010            | середня | позапартійна           | тимчасово не працює                                      |
| 9               | Новіков Анатолій Вікторович   | 04.11.2010            | середня | позапартійний          | тимчасово не працює                                      |
| 11              | Риков Віктор Степанович       | 04.11.2010            | середня | позапартійний          | пенсіонер                                                |